# Évêché titulaire d'Apollonis
Pour les articles homonymes, voir Apollonis.
Le diocèse d'Apollonis est un diocèse de l'église primitive, aujourd'hui désaffecté.
Son nom est utilisé depuis 1933 comme siège titulaire pour un évêque chargé d'une autre mission que la conduite d'un diocèse contemporain.
Son dernier titulaire catholique était Michel Mondésert, évêque auxiliaire émérite de Grenoble.

## Situation géographique
Ce diocèse était situé en près de Sardes en Lydie, pays de l'Asie mineure.

## Liste des évêques catholiques titulaires de ce diocèse
| Début      | Fin        | Nat.     | Nom                                          | Fonction exercée                       |
| ---------- | ---------- | -------- | -------------------------------------------- | -------------------------------------- |
| 14/06/1955 | 30/12/1959 | Colombie | Mgr José de Jesús Pimiento Rodriguez         | Évêque auxiliaire de San Juan de Pasto |
| 06/02/1960 | 28/11/1961 | France   | Mgr Joseph-Marie-Georges-Michel Goupy        | Évêque coadjuteur de Blois             |
| 10/02/1962 | 14/12/1970 | Brésil   | Mgr Rodolfo das Mercês de Oliveira Pena (pt) | Évêque émérite de Valença              |
| 04/06/1971 | 16/04/2009 | France   | Mgr Michel Mondésert                         | Évêque auxiliaire de Grenoble          |